# Doris Günther
Doris Günther (Zell am See, 3 mei 1978) is een voormalige Oostenrijkse snowboardster. Ze vertegenwoordigde haar vaderland op de Olympische Winterspelen van 2002, 2006 en 2010. Maar wist hierbij geen medaille te veroveren.

## Carrière
Bij haar wereldbekerdebuut, in maart 1999 in Kreischberg, scoorde Günther direct haar eerste wereldbekerpunten. In januari 2000 behaalde ze in Gstaad haar eerste toptienklassering in een wereldbekerwedstrijd, dertien maanden later stond de Oostenrijkse in Berchtesgaden voor de eerste maal in haar carrière op het podium van een wereldbekerwedstrijd. In november 2001 boekte Günther in Tignes haar eerste wereldbekerzege, de Oostenrijkse veroverde in het seizoen 2008/2009 de algemene wereldbeker.
Günther nam zesmaal deel aan de wereldkampioenschappen snowboarden. Op de wereldkampioenschappen snowboarden 2009 in Gangwon sleepte ze de zilveren medaille in de wacht op zowel de parallelslalom als de parallelreuzenslalom. Tijdens de wereldkampioenschappen snowboarden 2011 in La Molina veroverde Günther de bronzen medaille op de parallelreuzenslalom.
De Oostenrijkse nam in haar carrière driemaal deel aan de Olympische Winterspelen, haar beste resultaat was een vierde plaats op de parallelreuzenslalom in 2006.
Op 7 april 2011 maakte Günther bekend te stoppen met de wedstrijdsport.

## Resultaten

### Olympische Winterspelen
| Jaar | Plaats         | Resultaten                                 |
| ---- | -------------- | ------------------------------------------ |
| 2002 | Salt Lake City | DNF Parallelreuzenslalom                   |
| 2006 | Turijn         | 4e Parallelreuzenslalom 14e Snowboardcross |
| 2010 | Vancouver      | 9e Parallelreuzenslalom                    |

### Wereldkampioenschappen
| Jaar | Plaats               | Resultaten                            |
| ---- | -------------------- | ------------------------------------- |
| 2001 | Madonna di Campiglio | DSQ Snowboardcross                    |
| 2003 | Kreischberg          | 23e Snowboardcross                    |
| 2005 | Whistler             | 27e Parallelreuzenslalom              |
| 2007 | Arosa                | 6e Parallelslalom 14e Snowboardcross  |
| 2009 | Gangwon              | Parallelslalom · Parallelreuzenslalom |
| 2011 | La Molina            | Parallelreuzenslalom                  |

### Wereldbeker

#### Eindklasseringen
| Seizoen   | Algm  | PAR    | SBX |
| --------- | ----- | ------ | --- |
| 1998/1999 | 85e   | -      | 34e |
| 1999/2000 | 47e   | -      | 17e |
| 2000/2001 | -     | -      | 7e  |
| 2001/2002 | Brons | 11e    | 14e |
| 2002/2003 | 5e    | 20e    | 7e  |
| 2003/2004 | 5e    | 8e     | 20e |
| 2004/2005 | -     | Brons  | 35e |
| 2005/2006 | 6e    | 5e     | 20e |
| 2006/2007 | 10e   | 9e     | 20e |
| 2007/2008 | 4e    | 4e     | 12e |
| 2008/2009 | Goud  | Zilver | 15e |
| 2009/2010 | Brons | Zilver | -   |
| 2010/2011 | 10e   | 7e     | -   |

#### Wereldbekerzeges
| Datum            | Plaats          | Discipline           |
| ---------------- | --------------- | -------------------- |
| 18 november 2001 | Tignes          | Parallelreuzenslalom |
| 1 december 2001  | Ischgl          | Parallelreuzenslalom |
| 3 maart 2006     | Sint-Petersburg | Parallelslalom       |
| 17 februari 2008 | Sungwoo         | Parallelreuzenslalom |
| 10 oktober 2008  | Landgraaf       | Parallelslalom       |
| 14 december 2008 | Limone Piemonte | Parallelreuzenslalom |
| 6 januari 2009   | Kreischberg     | Parallelreuzenslalom |
| 31 januari 2009  | Bayrischzell    | Parallelreuzenslalom |
| 6 maart 2010     | Moskou          | Parallelslalom       |